# Pyatt
Pyatt – miasto w Stanach Zjednoczonych, w stanie Arkansas, w hrabstwie Marion.